# Pavel IV.
Pavel IV. (28. června 1476 Capriglio – 18. srpna 1559 Řím), původním jménem Giovanni Pietro Carafa, byl od 23. května 1555 až do své smrti římským papežem. Byl autorem seznamu Index Librorum Prohibitorum, který, neustále doplňován, platil po několik dalších staletí.

## Život
Pocházel z Neapolského království a již ve 14 letech vstoupil do dominikánského řádu. Na nátlak otce sice brzy z řádu vystoupil, ale začal se věnovat studiu teologie a v 18 letech byl vysvěcen na kněze. Později se dostal do Říma a do služeb Julia II., který ho vyslal na diplomatickou misi k aragonskému králi Ferdinandovi. Další diplomatické cesty brzy následovaly – španělské Nizozemí, kde se poprvé setkal s budoucím císařem Karlem V., do Anglie a dalších zemí. V Římě později založil řád Theatinů, italskou obdobu jezuitů. Roku 1538 získal kardinálský klobouk a roku 1542 stál u znovuobnovení římské inkvizice. Stal se také nejvyšším inkvizitorem a tím zůstal i po svém zvolení papežem. Je pohřben v kostele Santa Maria sopra Minerva.

## Pontifikát
Částečně i díky vlivu inkvizice byl Giovanni Carafa roku 1555 zvolen papežem. Následně přijal jméno Pavel IV. Na Petrův stolec nastoupil jako jeden z nejstarších papežů v dějinách. 
Pavel IV. byl nespokojený tím, že Francouzi podepsali pětileté příměří se Španělskem v únoru 1556 (uprostřed italské války v letech 1551–1559) a naléhal na krále Jindřicha II. Francouzského, aby se připojil k Papežskému státu při invazi do španělské Neapole. Dne 1. září 1556 král Filip II. zareagoval preventivní invazí do papežských států s 12 000 muži pod vedením vévody z Alby. Francouzské síly přibližující se ze severu byly poraženy a v srpnu 1557 donuceny stáhnout se u Civitella del Tronto. Papežská armáda byly ponechána odhalena a byla poražena, přičemž španělské jednotky dorazily na okraj Říma. Ze strachu z dalšího vyplenění Říma souhlasil Pavel IV. s požadavkem vévody z Alby, aby Papežský stát vyhlásil neutralitu podpisem míru z Cave-Palestriny dne 12. září 1557. Císař Karel V. kritizoval mírovou dohodu jako příliš štědrou k papeži.
Jako papež byl Pavel IV. poháněn nacionalismem; svůj úřad využíval k zachování určitých svobod tváří v tvář čtyřnásobné zahraniční okupaci. Podobně jako papež Pavel III. byl nepřítelem rodiny Colonnů. Jeho zacházení s Giovannou d'Aragona, která se do této rodiny provdala, vyvolalo další negativní ohlasy z Benátek, protože Giovanna byla dlouhodobě patronkou umělců a spisovatelů.
Ve své zahraniční politice byl rozhodným odpůrcem Španělska a Habsburků vůbec, a tak v určitých momentech byl ochoten podpořit i Francii, ačkoli spojenectví nikdy nenabylo důvěrného charakteru. Pavlova politika vyprovokovala španělského krále, Karla V., aby společně se svým synem a následníkem trůnu Filipem přitáhl k Římu. Pavel IV. odpověděl zahájením církevního procesu, ve kterém byli oba muži obviněni z hereze a usilování o život papeže. Avšak po smrti svého otce nový král Filip II. dohodl v září 1557 mír v Cave.
Papež následně dále posiloval pozici inkvizice. Roku 1558 jmenoval doživotně nejvyšším inkvizitorem kardinála Micheleho Ghislieriho, budoucího papeže Pia V., a dal mu na starost reformu církve.

## Proces s kardinálem Moronem
Právě do doby roztržky mezi papežem a Španělskem spadá i obvinění kardinála Moroneho z podpory kacířství a s ním započatý inkviziční proces. Kardinál měl být i upálen, ale papežova smrt 2 roky po Moroneho zatčení inkvizici na čas ochromila a Morone byl osvobozen. Ještě před smrtí však Pavel IV. stihl vydat bulu Cum ex apostulatus officio, podle níž každý, kdo byl podezřelý z hereze, i když byl později očištěn, nesměl být zvolen papežem.

## Dílo a smrt
- Cum nimis absurdum
- Sanctum officium
- Pavel IV. byl také autorem prvního centrálně platného indexu zakázaných knih Index Librorum Prohibitorum, který v roce 1559 vyšel v Římě, Benátkách, Janově, Bologni a v Avignonu. Zemřel nedlouho po jeho vydání, 18. srpna 1559 v Římě.

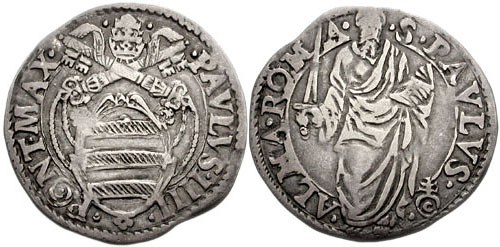
Stříbrňák ražený v Římě za pontifikátu Pavla IV. v r. 1555